# Paul H. Stahl
Paul H. Stahl (n. 4 mai 1925, București, România – d. 16 septembrie 2008, București, România) a fost un etnosociolog român, membru de onoare al Academiei Române (din 1993), „directeur d’études“ la École des Hautes Études en Sciences Sociales, profesor la Sorbona, director al Institutului de Studii Sud-Est Europene, București.

## Biografia
Absolvent în anul 1948 al Facultății de Filosofie (specialitatea principală sociologie), unde i-a avut ca profesori, printre alții, pe Dimitrie Gusti și pe Henri H. Stahl (tatăl său), P. H. Stahl și-a obținut diploma de licență chiar în anul în care autoritățile vremii au interzis sociologia ca știință. În perioada 1949–1952, a lucrat în calitate de cercetător științific la Centrul de Cercetări Psiho-Medico-Pedagogice al Ministerului Învățământului (din 1951 devenind director adjunct al acestei instituții), pentru ca ulterior, între anii 1953–1962, să se transfere la Institutul de Istoria Artei al Academiei Române, unde a activat, de asemenea, în calitate de cercetător științific. În anul 1963 a fost promovat ca șef al Secției de Etnologie, Folclor și Istoria Artei la Institutul de Studii Sud-Est Europene al Academiei Române. În 1968 și-a luat doctoratul în filosofie la Universitatea din București. Începând din anul 1969, P. H. Stahl a ales să-și desfășoare activitatea științifică în Franța, unde a ocupat funcții de mare prestigiu, printre care aceea de profesor la Universitatea René Descartes (Sorbona–Paris) și, în paralel, director de studii la École de Hautes Études en Sciences Sociales (Paris) – „Direcțiile de studii”: Etnologia Europei de sud-est și Antropologia juridică a Europei. În 1970 a devenit membru al Laboratorului de Antropologie Socială din Paris. În anul 1986 i-a fost acordat prestigiosul premiu „Palmes Académique”. 

## Opere în volume
- Arhitectura populară românească (în colaborare cu Florea Stănculescu, Adrian Gheorghiu și Paul Petrescu), 5 volume, București, 1956–1959.

- Planurile caselor țărănești românești – Die Grundrisse der Rumänischen Bauernhäuser, Sibiu, 1959.

- Folclorul și arta populară românească, București, 1968.

- Locuința țăranului român,.București, 1959 (în colaborare cu Paul Petrescu – lucrare topită);

- Arta populară în RPR. Ceramica, București, 1958 (în colaborare cu Barbu Slătineanu și Paul Petrescu – lucrare topită.
- Civilizația vechilor sate românești, (în colaborare cu Henri H. Stahl), București, 1968.
- Il sangue e la terra. Comunità di villaggio e comunità familiari nell’Europa del’1800, Milano, 1977 (în colaborare cu Massimo Guidetti).
- Le radici dell’Europa. Il dibattito ottocentesco su comunità di villaggio e familiari, Milano; 1979 (în coloborare cu Massimo Guidetti).
- Household, Village and Village Confederation in South – Eastern Europe, Boulder și Columbia University, New York, 1986.
- Histoire de la décapitation, Paris, 1986.
- Le radici di una valle alpina. Antropologia storica e sociale della Val Tartano; Sondrio; 1995.
- La Méditerranée. Propriété et structures sociales. XIXe et XXe siècles, Paris, 1979. (sud direcția lui) Name and Social Structure. Examples from Southeast Europe, Boulder și Columbia University, 1998.
- Familia și școala. București, 1949–1952, Contribuții la sociologia educației, București, Editura. Paideea, 2002.
- Oameni și case de pe Valea Moldovei, București, Editura Paideea, 2004.
- Études et documents balkaniques et méditerranéennes (din care au apărut vol. 1–30), Paris
- Études roumaines et aroumaines (dintre care au apărut vol. 1–10), Paris